# Hovatoma bothridera
Hovatoma bothridera är en skalbaggsart som först beskrevs av Auguste Lameere 1903.  Hovatoma bothridera ingår i släktet Hovatoma och familjen långhorningar.
Artens utbredningsområde är Madagaskar. Inga underarter finns listade i Catalogue of Life.